# Ataxia
Ataxia (Haldeman, 1847) là một chi bọ cánh cứng trong phân họ Lamiinae, tông Pteropliini. Chi này phân bố rộng khắp ở Nam Mỹ, nhưng một số chúng là loài đặc hữu của Trung Mỹ và ở Antilles. Chỉ có vài loài phân bố đến phía tây Nam Hoa Kỳ.

## Các loài
Chi này gồm 38 loài:
- Ataxia acutipennis (Thomson, 1868)
- Ataxia albisetosa Breuning, 1940
- Ataxia alboscutellata Fisher, 1926
- Ataxia alpha Chemsak & Noguera, 1993
- Ataxia arizonica Fisher, 1920
- Ataxia brunnea Champlain & Knull, 1926
- Ataxia canescens (Bates, 1880)
- Ataxia cayennensis Breuning, 1940
- Ataxia cayensis Chemsak & Feller, 1988
- Ataxia crassa Vitali, 2007
- Ataxia crypta (Say, 1831)
- Ataxia cylindrica Breuning, 1940
- Ataxia estoloides Breuning, 1940
- Ataxia falli Breuning, 1961
- Ataxia fulvifrons (Bates, 1885)
- Ataxia haitiensis Fisher, 1932
- Ataxia hovorei Lingafelter & Nearns, 2007
- Ataxia hubbardi Fisher, 1924
- Ataxia illita (Bates, 1885)
- Ataxia linearis (Bates, 1866)
- Ataxia lineata (Fabricius, 1792)
- Ataxia luteifrons (Bruch, 1926)
- Ataxia mucronata (Bates, 1866)
- Ataxia nivisparsa (Bates, 1885)
- Ataxia obscura (Fabricius, 1801)
- Ataxia obtusa (Bates, 1866)
- Ataxia operaria Erichson in Schomburg, 1848
- Ataxia perplexa (Gahan, 1892)
- Ataxia prolixa (Bates, 1866)
- Ataxia rufitarsis (Bates, 1880)
- Ataxia setulosa Fall, 1907
- Ataxia spinicauda Schaeffer, 1904
- Ataxia spinipennis Chevrolat, 1862
- Ataxia stehliki Chemsak, 1966
- Ataxia tibialis Schaeffer, 1908
- Ataxia uniformis Fisher, 1926
- Ataxia variegata Fisher, 1925
- Ataxia yucatana Breuning, 1940